# École médico-chirurgicale de Porto
L'École médico-chirurgicale de Porto était l'établissement d'enseignement supérieur de Porto, en médecine et pharmacie, de 1836 jusqu'en 1911. 
L'École est née de la réforme de l'Éducation du gouvernement de Manuel Passos. Elle succède au Collège royal de chirurgie de Porto, une institution fondée en 1825 par Jean VI de Portugal qui collaborait avec l'Hôpital de la Miséricorde de Porto. La réforme instaura en 1837 la séparation des chaires médicale et chirurgicale, tout en augmentant le nombre de professeurs. L'école médico-chirurgicale avait alors son siège à l'hôpital Geral de Santo António ; elle y installa une école de pharmacie où l'on assura des cours théoriques et des cours pratiques. La réforme éducative qui suivit l'instauration de la République portugaise transforma l'École médico-chirurgicale de Porto en Faculté de Médecine de Porto. La loi fut promulguée par décret le 22 février 1911 , puis dans le cadre de la nouvelle Constitution, par le décret du 22 mars 1911. L 'École médico-chirurgicale de Porto fut ainsi intégrée au sein de la nouvelle  
Université de Porto, formant par là même, l'embryon des actuels  Institut de Sciences biomédicales Abel Salazar (pt), Faculté de médecine (pt) et Faculté de pharmacie (pt) de l'Université de Porto.

## Prix Macedo Pinto
Le prix Macedo Pinto était décerné par l'institution au médecin diplômé le plus éminent de sa promotion. António Teixeira de Sousa fut récompensé du prix Macedo Pinto en 1883 pour sa thèse « Enervação do coração ».